# Bumbo

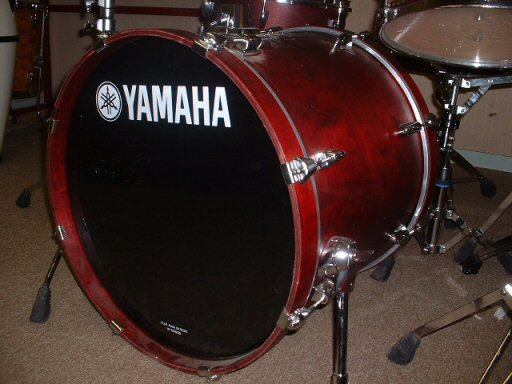
Yamaha bass drum, as a part of a drum kit.

Um bumbo (português brasileiro) ou bombo (português europeu) (em inglês, bass drum, kick, ou kick drum) é um tambor cilíndrico de grande dimensão, de som grave e seco.
Numa bateria, fica no centro, ao chão. É percutido por uma maceta acionada através de um pedal, usualmente comandado pelo pé direito do baterista (no caso de bateristas destros), mas também pode contar com pedais duplos, para ambos os pés.
O bombo é como o coração da bateria, é ele quem dá as batidas mais graves e constantes que ajudam na formação do ritmo.
O bombo utilizado em orquestras, conhecido como bombo sinfônico ou gran cassa possui dimensões bem maiores, e fica normalmente apoiado sobre um cavalete ou carrinho, com a membrana em ângulo de aproximadamente 45º com o piso. É percutido por macetas acionadas com a mão.
Em desfiles ou em fanfarras, o bumbo é transportado à frente do peito, pendurado nos ombros por cintas de couro (talabarte), e normalmente é percutido em ambas as membranas, por duas macetas ou baquetas, uma em cada mão. Pode-se executar malabarismos com as macetas com cordas, que inclui bater a maceta do braço esquerdo na membrana direita do instrumento, passando o braço por cima do bumbo. Também pode-se executar esse malabarismo com ambas as mãos. O praticante deve ter cuidado, pois as macetas podem se embolar no ar ou a mão pode bater nos parafusos ou garras do instrumento.